# Acroctena arguta
Acroctena arguta is een vlinder van de familie van de tandvlinders (Notodontidae). De wetenschappelijke naam van deze soort is voor het eerst voorgesteld door Sergius Kiriakoff in een publicatie uit 1969.
De soort komt voor op Madagaskar.